# Sozialtherapeutisches Rollenspiel
Beim Sozialtherapeutischen Rollenspiel (STR) handelt es sich um einen Rollenspielansatz, der sich ähnlich wie das Pädagogische Rollenspiel den Handlungsstrategien der Sozialarbeit/Sozialpädagogik empfiehlt.

## Methoden und Ziele des Ansatzes
Das Sozialtherapeutische Rollenspiel wurde ursprünglich von der Psychologin Adelheid Stein an der Katholischen Stiftungsfachhochschule München ab 1972 entwickelt.
Die Spiele des 'Sozialtherapeutischen Rollenspiels' gliedern sich in drei große Gruppen, die jeweils mehrere unterschiedliche Arten von Spielen enthalten:
- Wahrnehmungszentrierte Spiele zielen auf eine Verbesserung der Selbst- und Fremdwahrnehmung und dienen ihrer Korrektur. Sie sind eingeteilt in Erlebnisspiele, Einfühlungsspiele und Phantasiebilder.
- Gruppenzentrierte Spiele arbeiten mit der aktuellen Erlebnissituation und all den Erfahrungen, die mit früheren Gruppen gemacht wurden. Sie sind eingeteilt in gruppenzentrierte Phantasiespiele, realitätsorientierte Gruppenspiele, Beziehungsspiele und Gruppenspiegel.
- Problemzentrierte Spiele zielen auf Zunahme sozialer Kompetenz/Handlungskompetenz. Sie bearbeiten die Probleme der Gruppenmitglieder und beziehen sowohl die Erlebnis- wie auch die Handlungsebene mit ein. Unterschieden werden Situationsspiel, Gruppeneinfühlung, Gesprächsführungen, Verhaltensmodifikation und Motivklärung.

Beim STR geht es um eine psychosoziale Behandlung und Reifungshilfe, die gegenwartsbezogen und an Regeln gebunden ist, wobei die Gruppe eine zentrale Bedeutung hat. Der Spielleiter spielt gleichzeitig mit und wird so zur Übertragungsfigur. Dabei gelten die Handlungsgrundsätze der Sozialarbeit bzw. Sozialpädagogik mit ihren entsprechenden Hilfsmöglichkeiten. Beim STR steuert die Imagination in Richtung auf etwas real Erlebtes bzw. Erlebbares. Es geht dabei um die Aufarbeitung konkreter Erlebnisse, um Gegenstände, die an Erlebnisse und Gefühle gebunden sind, und um Wachsen und Loslösen mit Betonung des Realitätsaspektes, womit der Bezug zum Unbewussten distanzierter und damit 'ich-näher' verläuft.
Im fähigkeiten-orientierten STR ist der Spielcharakter besonders betont mit den Zielen der Erweiterung des Verhaltensrepertoires, des Kennenlernens von Konsequenzen in bestimmten Lebenssituationen und der ganzheitlichen Weiterentwicklung der Persönlichkeit.
Das STR wird u. a. in der pastoralen Ausbildung als „niederschwellige Methode der Glaubensvertiefung für Gruppen“ eingesetzt.